# Radical Face

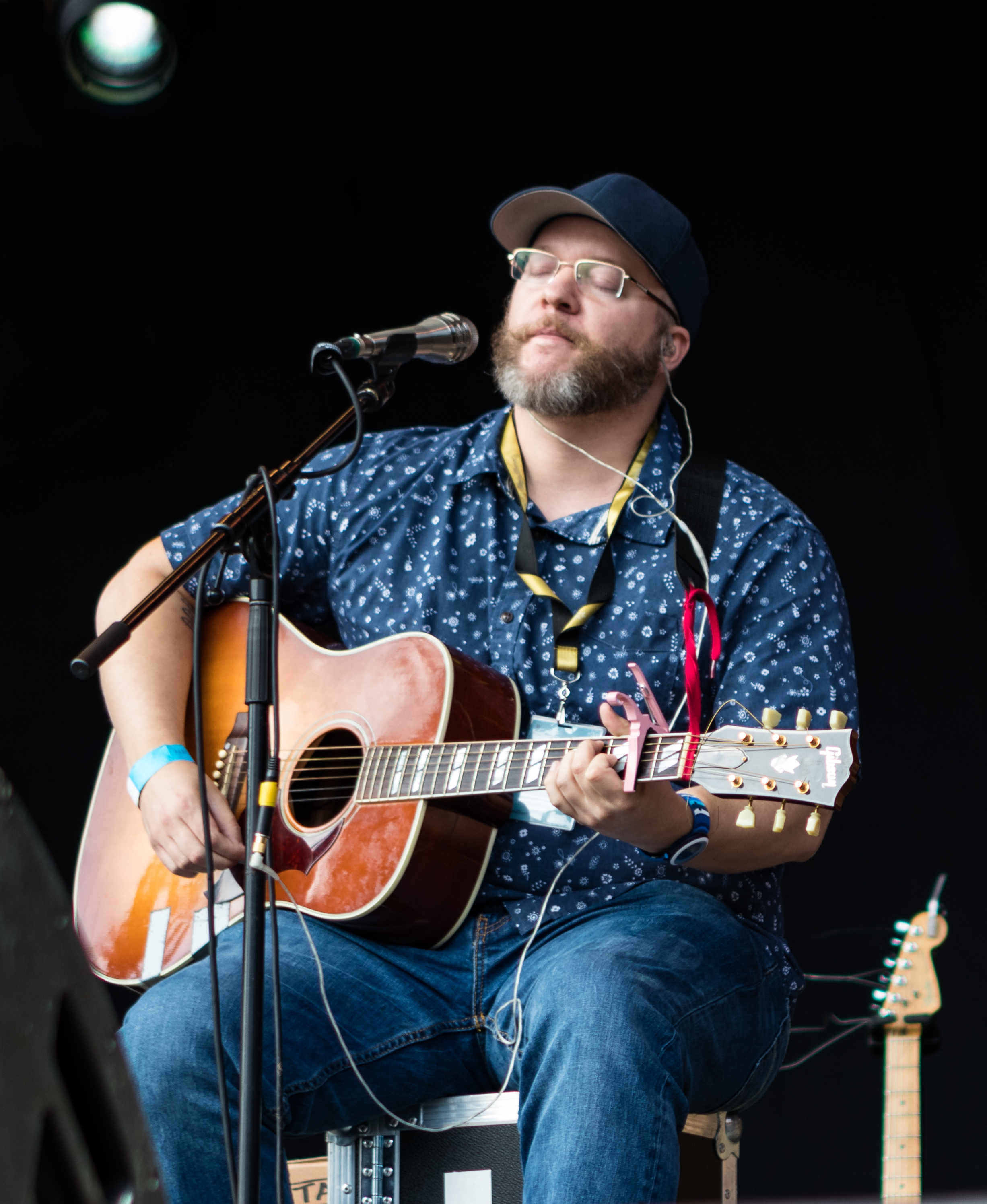
Radical Face am Haldern Pop Festival 2017.

Radical Face ist der Name des Independent-Soloprojekts von Ben Cooper (* 24. Februar 1982), der auch bei Electric President Mitglied ist. 

## Bandgeschichte
Ben Cooper wuchs in Jacksonville (Florida) auf und begann bereits mit 16 Jahren zusammen mit seinem Jugendfreund Rickolus erste Studioaufnahmen, die später als Headache and Pearl Harbor veröffentlicht wurden. 2002 spielte Cooper mit Corey Loop einige Songs ein, die als Unkle Stiltskin herauskamen. In dieser Zeit nahm Cooper unter dem Pseudonym Radical Face das Album The Junkyard Chandelier auf, das aber nie veröffentlicht wurde. Soloaufnahmen zwischen 2000 und 2004 brachte Cooper später unter dem Titel Random Junk heraus. 
2003 gründeten Cooper und Alex Kane das Duo Radical Face Versus Phalex Sledgehammer und nahmen gemeinsam drei Alben auf. Später nannten sie sich Electric President und erhielten 2005 beim Berliner Label Morr Music einen Vertrag. 2006 erschien dort das gleichnamige Elektropop-Album. 
Seinem Soloprojekt Radical Face widmete sich Cooper wieder 2006. Dabei konzentrierte er sich auf das klassische Singer-Songwriter-Schema und nahm alleine in seinem Haus in Jacksonville selbst komponierte Songs auf. Zudem instrumentierte er alle Lieder reichlich mit Gitarre, Piano, Banjo, Akkordeon und Schlagzeug. 2007 erschienen die Aufnahmen unter dem Titel Ghost bei Morr Music. Das Album erhielt sehr gute Kritiken und wurde mit Werken von Sufjan Stevens, The Postal Service und The Mountain Goats verglichen.
Der Song Welcome Home fand in der Werbekampagne „I Am Nikon“ des gleichnamigen Fototechnik-Unternehmens Nikon Verwendung.
Sein im Januar 2012 erschienenes Album The Roots wurde Teil einer Trilogie mit dem Namen The Family Tree. Ben Cooper: „Ich wollte eine Platte über eine Familie schreiben, zögerte allerdings zunächst, aus Angst, dass es mir nicht gut genug gelingen würde. Als ich aber erstmal mit dem Schreiben angefangen hatte, sprudelten die Ideen nur so. Nach zwei Jahren verschaffte ich mir einen Überblick und stellte fest, dass es genug Songmaterial für mindestens drei Alben war.“ 2013 brachte Cooper mit The Branches den zweiten Teil heraus und 2016 erschien mit dem Album The Leaves der dritte Teil der Albumserie.

## Diskografie

### Alben
- 2007: Ghost (Morr Music)
- 2011: The Family Tree – The Roots (Bear Machine)
- 2013: The Family Tree – The Branches (Nettwerk)
- 2016: The Family Tree – The Leaves (Nettwerk)
- 2018: Missing Film (Bear Machine)

### EPs und Singles
- 2010: Touch the Sky (Morr Music)
- 2011: The Bastards – Volume One
- 2012: A Pound Of Flesh (Nettwerk)
- 2012: Always Gold (Nettwerk)
- 2013: The Bastards – Volume Two
- 2013: Holy Branches (Nettwerk)
- 2014: The Mute (Nettwerk)
- 2014: The Bastards – Volume Three
- 2016: Everything Costs (Nettwerk)
- 2016: Road to Nowhere (Nettwerk)
- 2018: Welcome Home (Morr Music)